# Dalheimer Mühle
Die Dalheimer Mühle ist eine Wassermühle mit einem unterschlächtigen Wasserrad in Wegberg-Dalheim.

## Geographie
Die Dalheimer Mühle hat ihren Standort an der Mühlenstraße im Ortsteil Dalheim in der Mittelstadt Wegberg im Kreis Heinsberg. Das Mühlengebäude steht auf der linken Seiten vom Rothenbach. Der Mühle vorgelagert ist ein Mühlenweiher, dessen Wasserspiegel bei 55 m ü. NN liegt und der vom Helpensteiner Bach gespeist wird. Oberhalb der Dalheimer Mühle liegt die Rödgener Mühle, unterhalb liegt die Gitstapper Mühle auf niederländischem Gebiet.

## Gewässer
Der Rothenbach hat seinen Ursprung im Helpensteiner Bach, der in der Nähe des Siemens-Prüfcenters an der Friedrich-List-Allee seine Quelle hat. Die Quellhöhe liegt bei 84 m ü. NN. Der Helpensteiner Bach durchfließt auf seinem Weg den Rödgener Burgweiher, auch Rakyweiher genannt, und versorgte bis 1899 die Rödgener Mühle über ein oberschlächtiges Mühlrad mit Wasser. Der weitere Bachverlauf führt durch waldreiches Gebiet bis hin zur Dalheimer Mühle, wo der Helpensteiner Bach den vorgelagerten Mühlenteich durchfließt und hinter der Mühle als Rothenbach auf einer Strecke von 5,5 Kilometern den Grenzverlauf zwischen den Niederlanden und Deutschland bildet. Auf seinem Weg wird die Gitstapper Mühle mit Wasser versorgt, bevor der Rothenbach bei Vlodrop auf niederländischen Gebiet als „Rode Beek“ in die Rur fließt. Die Mündungshöhe liegt bei 28 m ü. NN.

## Geschichte
Die Geschichte der Dalheimer Mühle beginnt mit einer Verkaufsurkunde aus dem Jahre 1231. Darin veräußert Heinrich Herr zu Helpenstein den Zisterzienserinnen in Ophoven die Mühle nebst Weiher und einiges an Land. Die Mühle bildet den Grundstock für den Umzug des Klosters nach Dalheim, der 1258 vollzogen wurde. Das heutige bestehende Mühlengebäude wurde nach einem Brand im Jahre 1775 wieder aufgebaut. Die Mühle besaß einen Mahlgang und eine Ölpresse. Mit der Aufhebung des Klosters 1802 durch die französische Regierung gelangte die Mühle in private Hände. Um 1880 wurde an das Mühlengebäude eine Gaststätte angebaut. 1974 wurde die Mühle mit einem neuen Mühlrad  bestückt. Der Mahlbetrieb wurde 1958  eingestellt. Im Jahre 1998 wurde die Dalheimer Mühle durch ein Feuer fast vollständig zerstört. Nach achtjähriger Bauzeit wurde die Dalheimer Mühle im Juli 2008 wieder eröffnet.

## Baudenkmal
Langer rechteckiger Baukörper mit dem Wasserrad an der nördlichen Giebelwand; zweigeschossig; im Obergeschoss durchgezapftes Fachwerk, teilweise verbrettert; über dem Mühleneingang Wappenstein datiert „1775“; über dem Wohnteil abgewalmtes Dach; zur Gaststätte aus neuer Zeit. (kein Bestand als Denkmal). Nachtrag vom 24. April 1990: Zugehörig, rückwärtiges eingeschossiges Backsteingebäude, nachträglich verputzt, mit Satteldach, als ehemaliges Backhaus. (Denkmalliste Nr. 34)

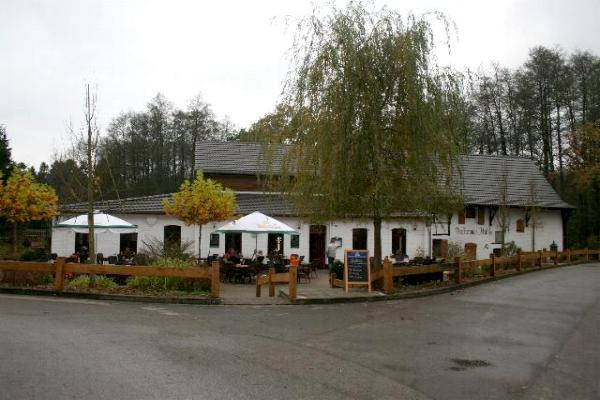
Gaststätte Dalheimer Mühle
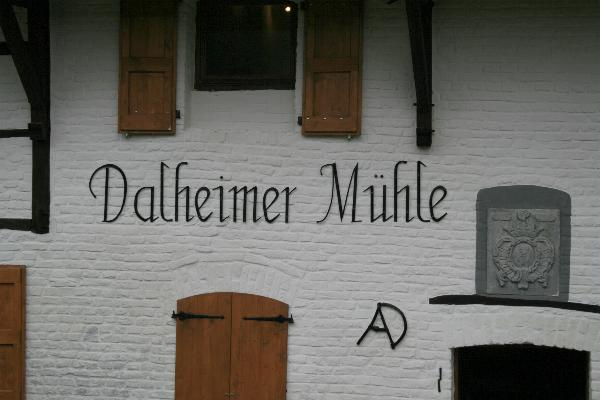
Schriftzug Dalheimer Mühle
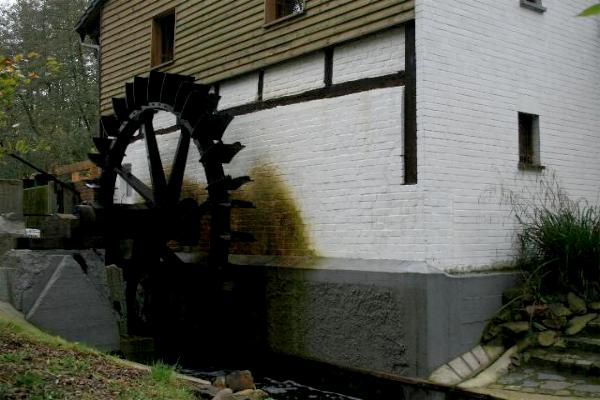
Mühlrad der Dalheimer Mühle
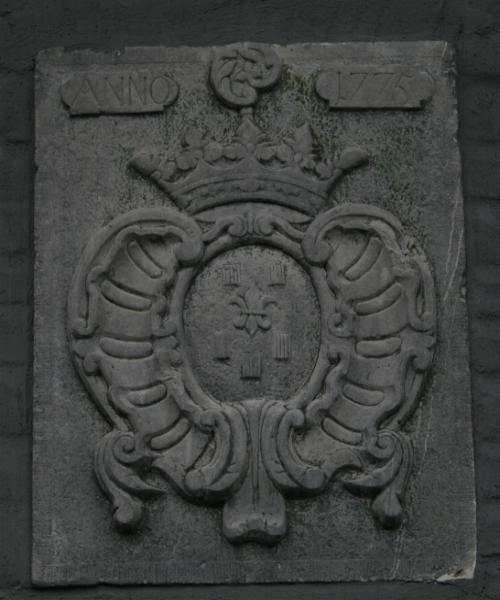
Wappen an der Dalheimer Mühle
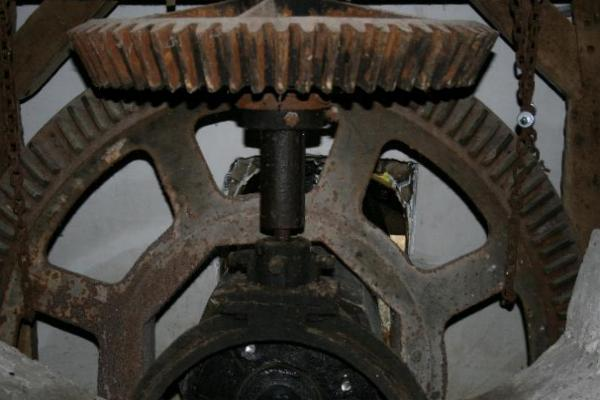
Zahnradgetriebe der Dalheimer Mühle
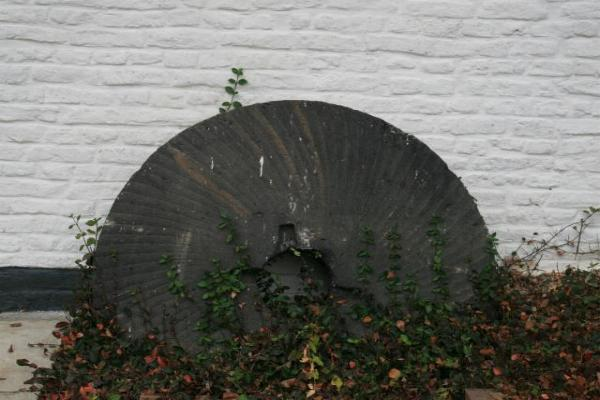
Mühlstein der Dalheimer Mühle
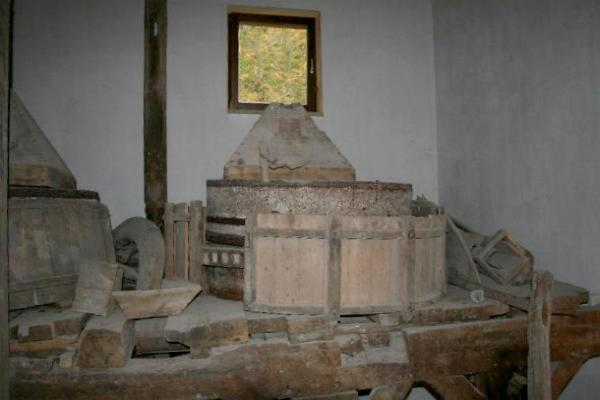
Kornmühle der Dalheimer Mühle